# Bangsamoro Islamic Freedom Fighters
Die Bangsamoro Islamic Freedom Fighters, kurz BIFF, auch bekannt als Bangsamoro Islamic Freedom Movement, ist eine islamistische militante Terrororganisation auf den Philippinen. Als Splittergruppe der Islamischen Befreiungsfront der Moros ist sie seit 2008 ein kleinerer Teilnehmer am Moro-Konflikt und vor allem in den Regionen Bangsamoro (ehemals Maguindanao) und SOCCSKSARGEN auf der Insel Mindanao aktiv.

## Anfänge (2008 bis 2015)
Nachdem Murad Ebrahim im Jahr 2003 die Führung der Islamischen Befreiungsfront übernahm und Friedensverhandlungen mit der Regierung einleitete, stieß diese Annäherung bei einigen Mitgliedern auf Ablehnung. Daher ging Ameril Umbra Kato ab 2008 mit einer radikalen Anhängerschar auf Distanz und formierte daraus 2010 die Bangsamoro Islamic Freedom Fighters. Die Gruppe griff wiederholt Militäreinheiten an, um den Friedensprozess zu torpedieren. Dabei wurden auch immer wieder Zivilisten in Mitleidenschaft gezogen.
Nach mehreren Zusammenstößen mit zahlreichen Toten startete die philippinische Armee am 28. Januar 2014 die fünftägige Operation Darkhorse, wobei rund 52 Terrorkämpfer getötet und 49 weitere verletzt wurden; Kato konnte als primäre Zielperson jedoch nicht lokalisiert werden.
Am 25. Januar 2015 führte eine Elitetruppe der philippinischen Polizei im Barangay Tukanalipao in der Stadtgemeinde Mamasapano die Operation Exodus durch, nachdem zwei gesuchte Bombenexperten, der Malaysier Zulkifli Bin Hir (genannt Marwan) und der Filipino Abdul Basit Usman, im BIFF-Umfeld ausfindig gemacht wurden. Beide hatten sich zuvor mehrere Jahre auf dem Sulu-Archipel aufgehalten und standen auch in Verbindung mit der Terrorgruppe Abu Sayyaf. Im Laufe des Zugriffs wurde Marwan bei einem Schusswechsel getötet, während Usman entkommen konnte. Als sich die Spezialeinheit auf dem Rückzug befand, wurde sie von BIFF- und MILF-Kämpfern gestellt und in ein intensives Feuergefecht verwickelt, bei dem 44 Polizisten den Tod fanden; nur 28 konnten gerettet werden. Einen Monat später, ab dem 25. Februar, begann als Reaktion eine Militäroffensive, die bis zum 30. März andauerte und bei der 139 BIFF-Anhänger starben.
Am 14. April 2015 vermeldete ein Sprecher der Gruppe, dass Ameril Umbra Kato am frühen Morgen einem Herzinfarkt erlegen sei. Knapp drei Wochen später, am 3. Mai 2015, kam Abdul Basit Usman ums Leben; er soll von Mitgliedern der Islamischen Befreiungsfront in Guindulungan getötet worden sein.

## Weitere Entwicklung (seit 2015)
Mit dem Tod von Kato wurde Ismael Abubakar (alias Imam Bongos) als neuer Führer der Organisation ausgerufen. Nachdem dieser einen Anschluss an den Islamischen Staat propagierte, spaltete sich im Juli 2016 eine Fraktion unter Leitung von Ustadz Karialan (alias Imam Minimbang) mit der Begründung ab, dass diese die IS-Ideologie nicht unterstütze.
Ab dem 23. Mai 2017 nahmen offenbar auch BIFF-Kämpfer an der Schlacht um Marawi teil, bei der sich Mitglieder verschiedener Terrorgruppen zusammenschlossen, um in der Stadt ein Kalifat zu errichten. Als Drahtzieher fungierte dabei in erster Linie Isnilon Hapilon, der langjährige und seit 2016 zudem zum IS-Emir in Südostasien ernannte Anführer von Abu Sayyaf, zusammen mit den Brüdern Abdullah Maute und Omar Maute von der salafistischen Miliz Pangkat ng Maute. Nach schweren Gefechten, die sich über fünf Monate erstreckten und die Innenstadt nahezu vollständig zerstörten, erklärten sich die Streitkräfte der Philippinen am 23. Oktober 2017 siegreich und Marawi als befreit. Neben ihren Führern sollen zudem fast 1.000 Islamisten bei der Schlacht ihr Leben gelassen haben, wobei jedoch die BIFF aufgrund geringerer Teilnehmer- und Opferzahlen weniger geschwächt als andere Organisationen wie Abu Sayyaf oder die Maute Group erschien.
Bereits Ende 2017 bemühte sich anscheinend der überlebende Maute-Anhänger Esmael Abdulmalik (alias Abu Turaife) darum, Gefolgsleute für die nach ihm benannte Turaife Group anzuwerben. Mit dieser stellte der IS-Getreue zudem einen Anschluss an die Bangsamoro Islamic Freedom Fighters her. Mittlerweile bildet die Turaife Group eine dritte und die mit Abstand radikalste Fraktion in der Organisation. Nachdem die beiden auf Hapilon folgenden Maute-Führer Abu Dar und Abu Zacariah ausgeschaltet worden waren, wurde Abdumalik im Sommer 2023 dann auch zum vierten IS-Emir von Südostasien benannt.